# Замок Азе-лё-Ридо
Азе́-лё-Ридо́ (фр. Château d'Azay-le-Rideau) — замок во Франции, государственный исторический памятник в одноимённой коммуне французского департамента Эндр и Луара, в 20 км на запад от Тура в направлении Шинона. Принадлежит к избранному числу замков Луары. Окружен английским парком.
Был построен казначеем Франциска I в 1510 году. Шедевр французского Ренессанса. Отдельные разрушенные части замка были восстановлены.

## История создания
Замок Азе-лё-Ридо возвышается над живописной излучиной реки Эндр. Название «Азе» происходит, возможно, от Asiacus, имени владельца этих земель. В XII веке замок принадлежал Ридо или Ридель д’Азей, который был известен своим жестоким нравом и имел прозвище «дитя дьявола». Все его владения были захвачены Генрихом II Плантагенетом, однако Филипп Август вернул их сыну Ридо — Гуго, туреньскому рыцарю, верному вассалу короля, который принимал участие в битве при Бувине.
В начале XV века замок предположительно принадлежал герцогу Бургундскому. Оскорбление, нанесённое дофину, будущему Карлу VII, и его армии, послужило причиной того, что в 1418 году крепость была уничтожена: 354 человека убиты, а сама деревня сожжена и разграблена, после чего город получил название Азей-ле-Брюле («сожжённый»). Спустя сто лет на месте крепости был построен замок, который можно увидеть и сегодня.

## Фотогалерея
- Замок Азе-лё-Ридо
- Внутренний двор замка
- Часть лестничного потолка
- Лестница замка
- Комната второго этажа
- Вид на замок из внутреннего двора